# Train sur pneus
Die französischen Trains sur pneus Züge auf Reifen, auch Rames sur pneus Einheiten auf Reifen oder Trains Michelin Michelin-Züge, im Elsässerdeutsch Gummizüge genannt, waren drei Schnellzugseinheiten mit luftbereiften Reisezugwagen, die nach dem Zweiten Weltkrieg für kurze Zeit auf den Strecken Paris–Strasbourg und Paris–Mülhausen–Basel verkehrten.

## Vorgeschichte

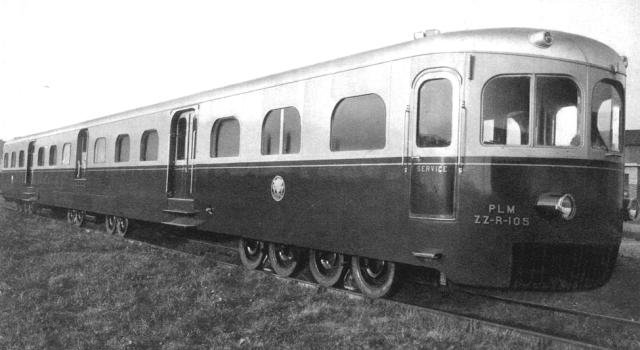
Michelin-Triebwagen Typ 23 – Dieses einteilige Fahrzeug war über 30 m lang und hatte drei Drehgestelle

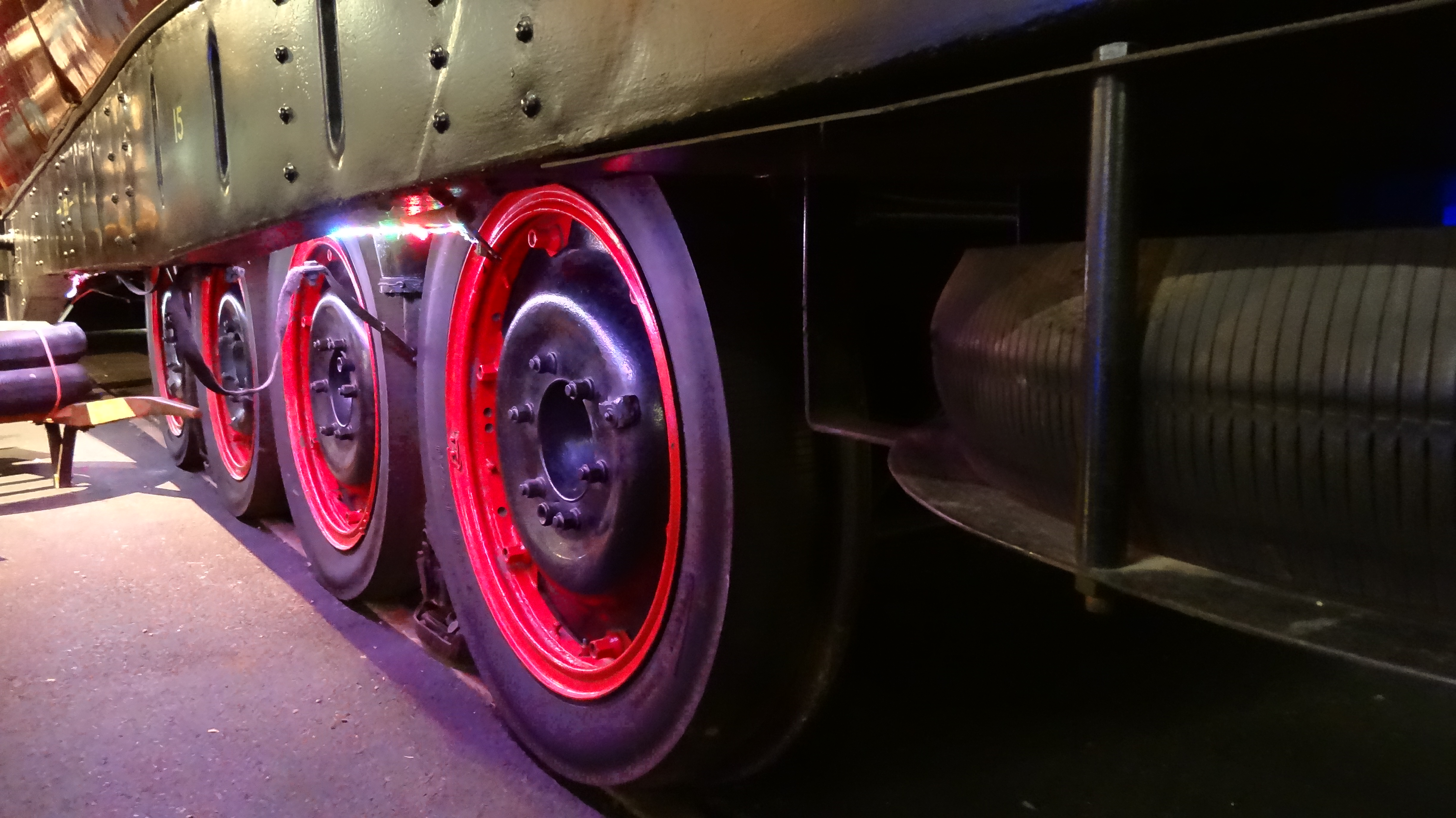
Reifen eines Micheline-Triebwagens

Ende der 1930er-Jahre waren die luftbereiften Michelin-Triebwagen sehr beliebt. Sie stellten schnelle Städteverbindungen her und boten dank ihres ruhigen Laufs einen hohen Komfort. Der Erfolg war so groß, dass die Fahrzeuge für das Verkehrsaufkommen schnell zu klein wurden. Deshalb schlug Michelin, der Hersteller der Reifen, im Jahre 1939 der noch jungen SNCF vor, das Konzept der luftbereiften Schienenfahrzeuge auf lokomotivbespannte Wagenzüge auszuweiten. Es sollten leichte schnelle Sechs-Wagen-Züge entstehen, die in hochwertigen Fernverbindungen eingesetzt werden sollten.
Um das Konzept zu überprüfen, wurden in der Nähe von Clermont-Ferrand, dem Geschäftssitz von Michelin, Versuchsfahrten mit drei motorlosen Michelin-Triebwagen Typ 23 durchgeführt. Es stellte sich heraus, dass die Drehgestelle höchstens fünf Achsen haben konnten, um den Kurvenlauf nicht zu stark zu beeinträchtigen. Da die Tragfähigkeit eines Luftreifens auf 1000 kg beschränkt war, wurde das Zielgewicht eines leeren Wagens auf 15 t festgelegt, was noch 5 t für die Zuladung übrig ließ. Die Umsetzung des Konzepts wurde aber vorerst durch den Zweiten Weltkrieg verhindert.
Nach dem Krieg bestellte die SNCF im Jahre 1947 drei Sechs-Wagen-Züge, die 1948 und 1949 ausgeliefert wurden.

## Technik
Die Züge unterschieden sich in Konstruktion und Hersteller:
- Der erste Zug stammte von Carel & Fouché und wurde in den Werken Aubevoye und Gaillon gebaut. Die Wagenkasten waren röhrenartigen selbsttragenden Konstruktionen, die aus 0,4 bis 2 mm dickem rostfreien Stahlblech durch Punktschweißen zusammengefügt wurden. Carel & Fouché war die einzige Firma in Frankreich, welche die Lizenz für dieses von Budd in den USA entwickelte Verfahren hatte. Diese Art von Fahrzeugen wird oft auch als Inox-Wagen bezeichnet, nach dem verwendeten Material acier inoxydable was für „Rostfreier Stahl“ steht. Der leere Zug wog 90,5 t.
- Der zweite Zug wurde durch CIMT in Bordeaux gebaut und leitete sich aus den an die Nord gelieferten zwei- und dreiteiligen Zügen ab. Die Konstruktion bestand aus Blechen der Aluminiumlegierung Duralinox. Mit einem Leergewicht von 85,7 t war dies die leichteste Komposition.
- Der dritte Zug wurde von Brissonneau & Lotz in Creil mit Unterstützung durch den Omnibus-Hersteller Chausson gebaut. Die Wagenkasten bestanden aus hochfestem Baustahl. Mit 93,2 t Leergewicht war dies der schwerste der drei Züge.

Die betrieblich nicht trennbaren Einheiten boten 249 Plätze, davon 176 in 2. Klasse und 73 in 1. Klasse. Sie waren wie folgt zusammengestellt:
- 1 Halbgepäckwagen mit 2. Klasse-Abteil
- 2 Wagen 2. Klasse
- 1 Speisewagen
- 1 Wagen 1. Klasse mit Bar
- 1 Wagen 1. Klasse

Die Wagenkasten waren 23,2 m lang und hatten halbautomatische Zentralkupplungen. Das Federpaket jeder Kupplung bestand aus vier in Reihe angeordneten Gummilager, die in axialer Richtung belastet waren. Weiter wurden Stöße in Längsrichtung durch Seitenpuffer aufgenommen, die aus Reifen bestanden, die mit 4 bar aufgepumpt waren.
Die Drehgestelle für alle Züge waren von Carel & Fouché hergestellt. Sie hatten einen Rahmen aus hochfestem Baustahl und Räder mit Michelin-Reifen, die mit 9 bar aufgepumpt waren. Ein Reifendruckkontrollsystem warnte den Zugbegleiter im Gepäckabteil mit einem akustischen Sammelalarm. Dieser hatte dann den Zug abzugehen, um die rote Signalleuchte im betroffenen Wagen zu finden. Die Reifen waren für eine Laufleistung von 60.000 km ausgelegt, erreichten aber im Betrieb leicht das doppelte. Jedes Rad war mit einer hydraulischen Trommelbremse ausgerüstet, die über Druckübersetzer mit der bei der Eisenbahn üblichen Druckluftbremse angesteuert wurde. Die gleichen Drehgestelle wurden auch bei den Pneuwagen der SBB eingesetzt.
Die Berechnung des Zuggewichtes dieser Züge folgte nicht den allgemeinen Vorschriften der SNCF. Es wurde ein Pauschalgewicht von 15 Tonnen pro Wagen angenommen, d. h. für die 6 Wagen ein Gesamtgewicht von 90 Tonnen. Für die notwendige Zugkraft wurde aber ein Zuggewicht von 300 t angerechnet, was den im Vergleich zu Stahlrädern höheren Rollwiderstand der Reifen im Rechnung trug. Dieser ist bei 100 km/h etwa doppelt so groß wie bei einem Stahlrad und beträgt bei tieferen Geschwindigkeiten bis zum vierfachen.
| Typ                  | Baureihe | Nr      | Plätze |
| -------------------- | -------- | ------- | ------ |
| Halbgepäckwagen      | BDmyi    | 193–195 | 48     |
| 2. Klass-Wagen       | Bmyi     | 187–192 | 64     |
| Speisewagen          | WRmyi    | 196–198 | 48     |
| 1. Klasse /Bar-Wagen | ASmyi    | 184–186 | 27     |
| 1. Klass-Wange       | Amyi     | 181–183 | 46     |

## Einsatz

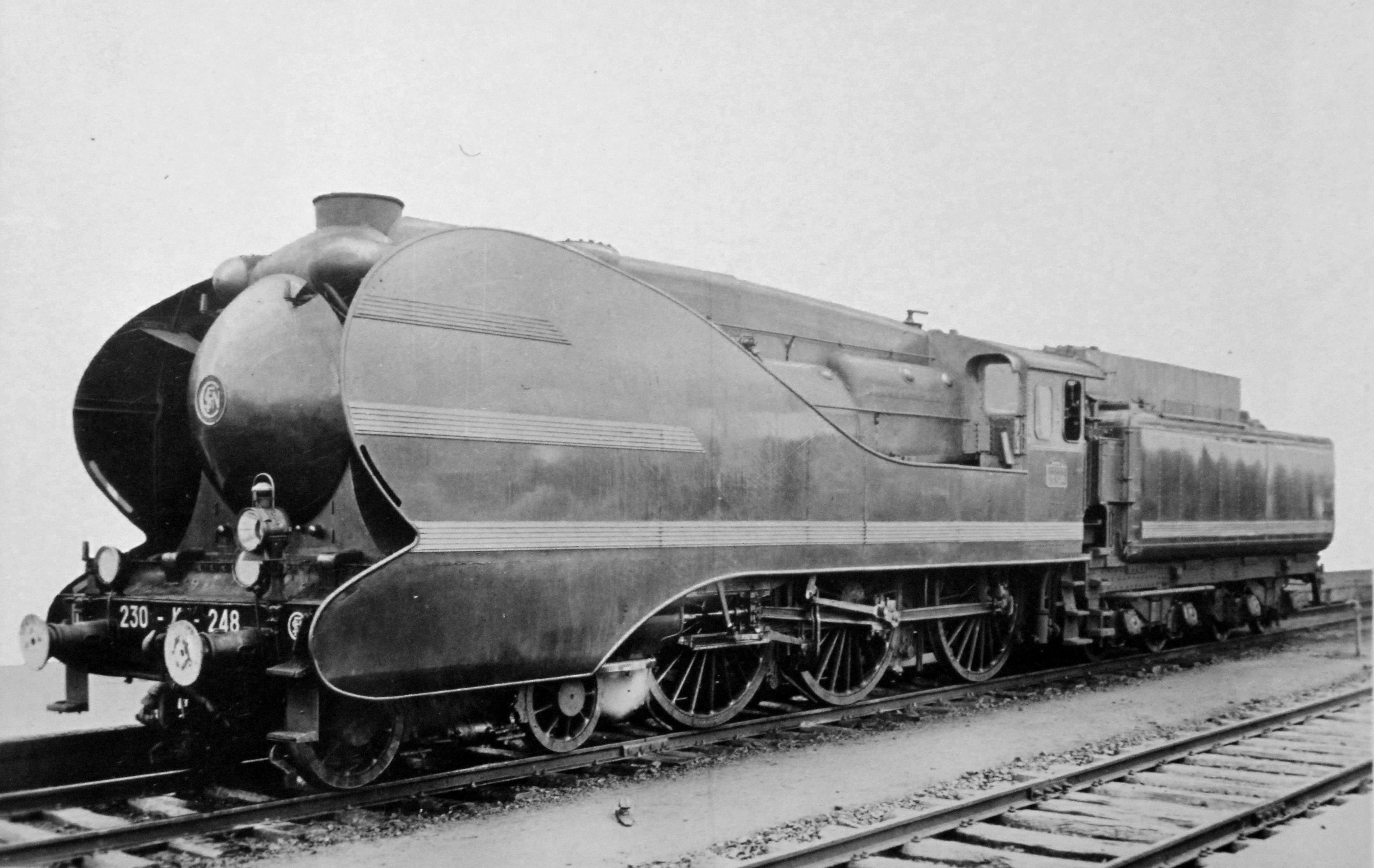
Für die Michelin-Züge verwendete Lokomotive der Baureihe 230 K.

Nach verschiedenen Tests auf der Strecke Gaillon–Rouen wurde der erste Zug im Oktober 1948 am Bahnhof Paris-Est vorgestellt und bis zur kommerziellen Inbetriebnahme im Januar 1949 weiter getestet. Der zweite Zug wurde im Juni 1949 in Dienst gestellt. Er ermöglichte die kommerzielle Betriebsaufnahme auf der Verbindung Paris–Straßburg. Der dritte Zug erschien im September desselben Jahres und ermöglichte, die Qualität auf dieser Verbindung zu verbessern. Die Züge wurden durch zwölf angepassten Dampflokomotiven der Baureihe 230 K gezogen, die im Depot Straßburg beheimatet waren. Die Lokomotiven wurden alle auf Ölfeuerung umgebaut und hatten eine zu den Wagen passende Verkleidung in blauer Farbe mit Aluminium-Zierstreifen.
Die 230 K legten die 502 km von Paris nach Straßburg zurück, ohne dass das Fahrpersonal gewechselt wurde, was ein europäischer Rekord war. Das Personal war besonders gefordert, weil ein Teil des Zuglaufs über Strecken führte, die Teil des elsässisch-lothringischen Eisenbahnnetzes waren, wo abweichend vom französischen Standard die Signale rechts vom Gleis stehen.
Die Michelin-Züge waren sehr erfolgreich, sodass das limitierte Platzangebot schnell zu klein wurde. Sie wurden deshalb von der Strecke Paris–Straßburg abgezogen und auf Strecke Paris–Mülhausen–Basel versetzt, wo sie die TAR-Triebwagen ersetzen. Die Züge erreichten auf der neuen Strecke eine Geschwindigkeit von 120 km/h und eine Reisegeschwindigkeit von 95,3 km/h.
Am 21. Oktober 1952 entgleiste der dritte Zug in der Nähe von Nogent-sur-Marne bei der Einfahrt der Marne-Brücke. Eine Reparatur lohnte sich nicht mehr, sodass der Zug ausrangiert und verschrottet wurde. 1953 wurden die etwas zu schwachen 230 K durch die stärkeren 231 K auf dem Streckenabschnitt Paris–Troyes und durch die 231 C auf dem Abschnitt Troyes–Basel ersetzt.
Auf den Sommer-Fahrplanwechsel im Juni 1956 wurden die Züge wegen Abnutzungserscheinungen abgestellt. Eine Revision, um die Züge wieder instand zu setzen, wurde als zu kostspielig erachtet.

## Erhaltene Fahrzeuge

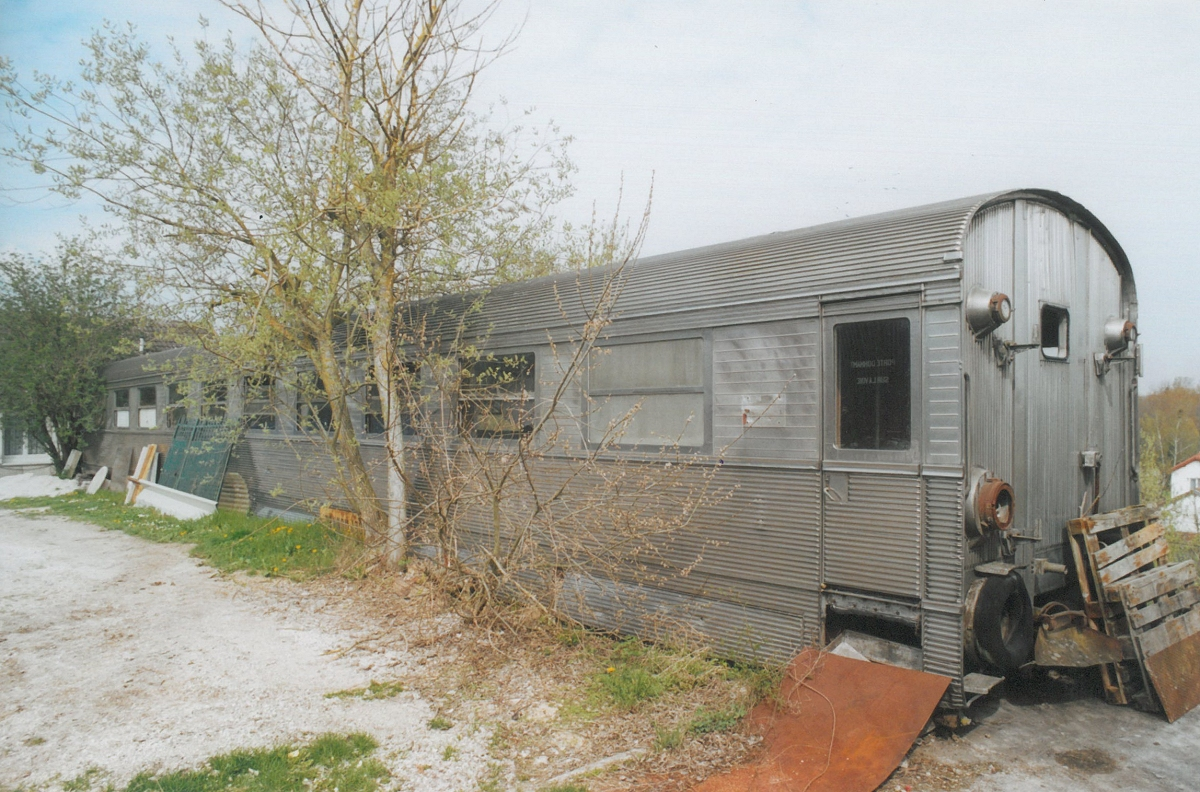
Wagenkasten des Amyfi 181 von Carel & Fouché im April 2006

Nachdem die Pneu-Züge aus dem kommerziellen Einsatz zurückgezogen wurden, wurden von der SNCF einige Wagen als Bahndienstfahrzeuge weiterverwendet. Ein Endwagen 1. Klasse aus dem von Carel & Fouché hergestellten Inox-Zug wurde vor der Verschrottung gerettet und war für die Aufnahme in das Eisenbahnmuseum Cité du train in Mülhausen vorgesehen. Am Ende wurde nur ein Drehgestell in die Sammlung aufgenommen, weil die Inneneinrichtung des Wagens fast vollständig verschwunden war und deren Rekonstruktion schwierig gewesen wäre. Der Wagenkasten stand längere Zeit bei Romilly-sur-Seine neben den Gleisen der Bahnstrecke Paris–Mulhouse, wo er vom vorbeifahrenden Zug aus gesehen werden konnte, war aber 2013 nicht mehr an diesem Ort.

## Gummibereifte Reisezugwagen in der Schweiz
Auch die Schweizerischen Bundesbahnen wagten, inspiriert von den zwischen Paris und Basel eingesetzten Zügen der SNCF, 1949 den Bau eines Train sur pneus. Letztlich blieb es aber bei zwei Reisezugwagen, die ab 1951 konventionellen Zügen beigestellt wurden. Anders als die französischen Pendants wiesen sie Mitteleinstiege ohne Klappstufen auf. Sie hatten klassische Zug- und Stoßvorrichtungen leichter Bauart und eine autonome elektrische Beleuchtung. Die Wagenkästen wogen kaum 1/3 im Vergleich zu herkömmlichen Fahrzeugen. Aufgrund des geringen Gewichts musste die Federung durch eine Kombination aus Spiralfedern, Drehstabfedern und Stoßdämpfern erfolgen.
Ein Wagen (Ap 2290) wurde der 1. Wagenklasse zugeordnet und hatte zwei Drehgestelle mit je vier Achsen. Der andere Wagen der 3. Klasse wies fünf Achsen pro Drehgestell auf. Da mit ihnen kein eigener Zug gebildet werden konnte, sie stattdessen in Zügen mit bis zu dreimal schwereren Wagen laufen mussten, wurden sie bald wieder abgestellt.